# Délivrez-nous du mal (film, 2006)
Pour les articles homonymes, voir Délivrez-nous du mal.
Pour plus de détails, voir Fiche technique et Distribution.
Délivrez-nous du mal (Deliver Us from Evil) est un documentaire américain réalisé par Amy J. Berg (en), sorti en 2006 aux États-Unis et en 2008 en France. Il porte sur l'affaire du prêtre catholique Oliver O'Grady, qui fit sept ans de prison avant d'être libéré et extradé en Irlande, et sur le comportement de l'Église catholique envers la pédophilie chez certains de ses prêtres. Le titre vient d'une phrase du Notre Père.

## Synopsis
Prêtre  irlandais venu en Californie, Oliver O'Grady, ou Ollie, a violé des dizaines d'enfants des années 1970 aux années 1990. Le film suit chronologiquement son histoire, par le témoignage de trois de ses victimes, deux femmes et un homme, de parents de victimes, d'Oliver O'Grady lui-même, et de plusieurs autres personnes, dont le père Thomas Doyle, prêtre qui s'attache à ce que l'Église fasse face à ses responsabilités dans ce domaine.
Le film montre qu'avertis dès 1976 d'une première affaire de viol d'enfant, puis à nouveau dans les années 1980, les supérieurs d'O'Grady, notamment le futur cardinal Roger Michael Mahony, ont choisi de muter le prêtre dans de nouvelles paroisses pour étouffer le scandale, ce qui a exposé de nouvelles victimes.